# Fuga de Alcatraz em junho de 1962
A  fuga de Alcatraz de junho de 1962 foi uma operação de evasão da Penitenciária Federal de Alcatraz, localizada numa ilha homônima da Baía de São Francisco, estado norte-americano da Califórnia, realizada pelos detentos Frank Morris, John Anglin e Clarence Anglin. Inicialmente, participaria, além de Morris e os irmãos Anglin, o também detento Allen West, mas este não conseguiu chegar a tempo para fugir, devido a problemas com sua rota de fuga. Mais tarde, West ajudaria o FBI na busca pelos outros prisioneiros.  

## Histórico
Atrás das celas dos prisioneiros no Bloco B, onde os fugitivos estavam aprisionados, havia um corredor de serviços com 91 centímetros de largura. Os prisioneiros esculpiram o concreto danificado pela umidade, ao redor de um respiradouro que levava a este corredor, usando ferramentas improvisadas, como uma colher de metal soldada com prata de uma moeda e uma furadeira elétrica feita com um motor de aspirador de pó furtado. 
O barulho foi disfarçado pelo som de acordeões tocados durante a hora da música, e o progresso foi encoberto por paredes falsas que, nos recessos escuros das celas, enganaram os guardas. A rota de fuga conduzia através de um duto de ventilação. Os prisioneiros retiraram o ventilador e o motor, substituindo-os por uma grade de aço, deixando um poço grande o suficiente para um prisioneiro passar. Furtaram um abrasivo de carborundum da oficina da prisão e com ele removeram os rebites da grade. Em suas camas, eles colocaram bonecos feitos com papel machê e cabelo humano contrabandeados da barbearia. Durante semanas, os fugitivos construíram no topo do bloco das celas, uma jangada inflável, utilizando mais de 50 capas de chuva furtadas, que eles ocultavam com lençóis. Na noite de 11 de junho, os três detentos colocaram as cabeças falsas em suas camas, saíram do prédio principal da prisão através de um corredor de serviços e partiram da Ilha de Alcatraz a bordo da balsa inflável improvisada para um destino incerto.
A investigação oficial do FBI foi auxiliada por outro prisioneiro, Allen West, que fazia parte do grupo de fugitivos, mas que foi deixado para trás. A parede falsa de West estava se desfazendo e ele a manteve no lugar com cimento. Quando Morris e os Anglins aceleraram a fuga, West tentou desesperadamente retirar a parede, mas quando conseguiu sair, seus companheiros já tinham partido.
Centenas de pistas e teorias foram levantadas pelo FBI e pelas autoridades policiais locais nos anos subsequentes, mas nenhuma evidência conclusiva veio à tona corroborando o sucesso ou o fracasso da tentativa. Em 1979, o FBI oficialmente concluiu, com base em evidências circunstanciais e uma preponderância de opinião de especialistas, que os homens se afogaram nas águas geladas da Baía de São Francisco enquanto tentavam chegar em terra firme. O caso dentro do Marshals Service permanece aberto e ativo, e Morris e os irmãos Anglin continuam na lista de procurados.
Evidências circunstanciais descobertas no início de 2010, pareciam sugerir que os homens haviam sobrevivido, e que ao contrário do relatório oficial do FBI sobre a embarcação dos fugitivos nunca ser recuperada ou nenhum roubo de carro sendo relatado, uma jangada foi descoberta nas proximidades da Angel Island. com pegadas deixadas pelo caminho, e um carro tinha sido roubado na noite da fuga por três homens, que poderiam ter sido Morris e os Anglins. Parentes dos irmãos Anglin apresentaram mais evidências circunstanciais em meados de 2010, em apoio a um boato de longa data de que eles teriam fugido para o Brasil; um analista em reconhecimento facial concluiu que a única prova física, uma fotografia de 1975 de dois homens parecidos com John e Clarence Anglin, sustentava essa conclusão.

## Tentativas anteriores
Dos 36 detentos que tentaram 14 fugas em mais de 29 anos de operação de Alcatraz, 23 foram recapturados, seis foram abatidos, dois se afogaram e cinco, sendo os três da fuga de 1962, mais Theodore Cole e Ralph Roe, foram listados como "desaparecidos e presumidamente afogados".

## Os detentos

### Frank Morris
Frank Lee Morris (1º de setembro de 1926 – desaparecido em 11 de junho de 1962) nasceu em Washington, D.C. Foi abandonado por sua mãe e pai durante sua infância e ficou órfão aos 11 anos de idade. Passou a maior parte de seus anos de formação em lares adotivos. Ele foi condenado por seu primeiro crime aos 13 anos e no final de adolescência foi preso por crimes que variaram de posse de drogas até roubo à mão armada. Seus primeiros anos na prisão passou servindo almoço para os demais detentos. Quando ficou mais velho, foi preso em Miami Beach por roubo de carros e roubo a mão armada. Morris foi supostamente classificado nos 2% da população geral em inteligência, medida pelo teste de QI, exibindo um QI de 133. Ele cumpriu sua sentença na Flórida e na Geórgia, escapou da Penitenciária do Estado de Louisiana quando cumpria sentença de 10 anos por assalto a banco. Foi recapturado um ano mais tarde cometendo roubo e enviado para Alcatraz em 1960, como interno número AZ1441.

### John e Clarence Anglin
Os irmãos Anglin, John William (2 de maio de 1930 – desaparecido em 11 de junho de 1962) e Clarence (11 de maio de 1931 – desaparecido em 11 de junho de 1962) nasceram em uma família com treze crianças, em Donalsonville, Geórgia. Seus pais, George Robert Anglin e Rachael Van Miller Anglin, eram trabalhadores agrícolas sazonais; no começo dos anos 1940, a família se mudou para Ruskin, Flórida, 20 milhas ao sul de Tampa, onde as fazendas e os campos de tomate forneciam uma fonte de renda mais confiável. A cada junho eles migravam para o norte até Michigan para colher cerejas. John e Clarence eram inseparáveis quando jovens, se tornaram grandes nadadores e impressionavam seus irmãos nadando nas águas gélidas do Lago Michigan, com gelo visível na superfície. Clarence Anglin tinha uma tatuagem com o nome "Zona" no pulso esquerdo e "Nita" na parte do braço direito.
Os irmãos trabalhavam como agricultores. Clarence foi pego pela primeira vez invadindo uma estação de serviço quando tinha apenas 14 anos de idade. Eles começaram a roubar bancos e outros estabelecimentos como uma equipe no início dos anos 1950, geralmente alvos que eram fechados, para garantir que ninguém se machucasse. Alegaram que usaram uma arma apenas uma vez, durante um assalto a banco - uma arma de brinquedo. Eles foram presos em 1958, depois de roubarem a agência do Bank of Columbia, em Columbia, Alabama. Em 1958, John Anglin assaltou o Columbia Savings Bank Building ainda em Columbia, Alabama com uma arma de brinquedo junto com seus irmãos Clarence e Alfred. Ambos foram sentenciados a 15 e 20 anos, que cumpriram na Prisão Estadual da Flórida, Leavenworth Federal Penitentiary, e depois na Penitenciária de Atlanta. Após repetidas tentativas fracassadas de fugir das instalações de Atlanta, os irmãos foram transferidos para Alcatraz. John chegou em 24 de outubro de 1960, como interno AZ1476 e Clarence em 10 de janeiro de 1961, como interno AZ1485.

### Allen West
Allen Clayton West (25 de março de 1929 – 21 de dezembro de 1978) nasceu em Nova Iorque. Foi preso por roubo de carros em 1955, primeiro na Penitenciária de Atlanta, depois na Prisão Estadual da Flórida. Após uma tentativa fracassada de fuga na prisão da Flórida, ele foi transferido para  Alcatraz em 1957, aos 28 anos de idade, como interno AZ1335. West foi preso mais de 20 vezes em toda sua vida. Faleceu em 1978 aos 49 anos, vítima de peritonite.

## A fuga

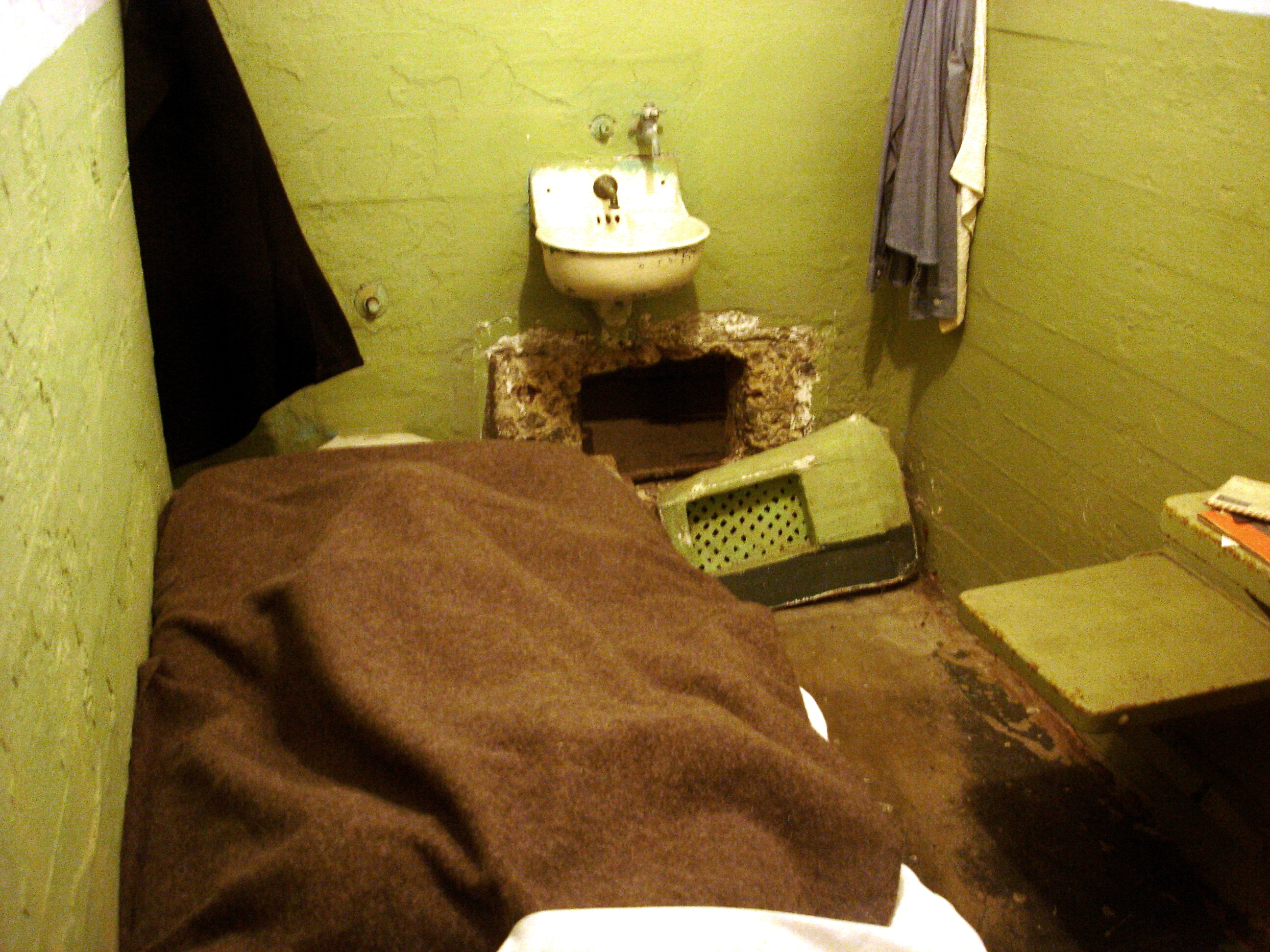
Cela da prisão do fugitivo, com a abertura de ventilação alargada por baixo da pia

Os quatro internos começaram a formular um plano de fuga, sob a liderança de Morris, o orquestrador da operação, depois que foram aprisionados em celas adjacentes em dezembro de 1961. (Além disso, alguns dos homens poderiam ter se conhecido pois foram  encarcerados juntos na penitenciária federal em Atlanta.) Trabalhando à noite nos seis meses subsequentes, eles gradualmente ampliaram as aberturas do duto de ventilação nas paredes de suas celas, usando lâminas de serra que encontraram descartadas nos terrenos da prisão, colheres roubadas e uma broca improvisada feita do motor de um aspirador quebrado. Eles esconderam os buracos com papelão e tinta, e o barulho do trabalho de escavação era abafado com Morris tocando acordeão.
Os orifícios alargados abriram-se num corredor de serviço público não vigiado, atrás do nível das celas. Do corredor eles subiram para o telhado de seu bloco de celas, dentro do prédio, onde montaram uma pequena oficina. Lá, eles reuniram uma variedade de materiais roubados e doados, incluindo mais de 50 capas de chuva da qual confeccionaram os coletes salva-vidas, com base em um projeto que eles viram na revista Popular Mechanics, e um bote de borracha medindo 1,8 m. por 4,3 m. As costuras foram cuidadosamente feitas e seladas com o calor dos tubos de vapor próximos. Eles roubaram um pequeno acordeão do tipo concertina de outro preso para servir de fole para inflar a jangada e construíram remos improvisados de madeira e parafusos roubados. Finalmente, eles escalaram um poço de ventilação que levava a um grande ventilador com grade no telhado e cortaram os rebites que seguravam ambos no lugar.

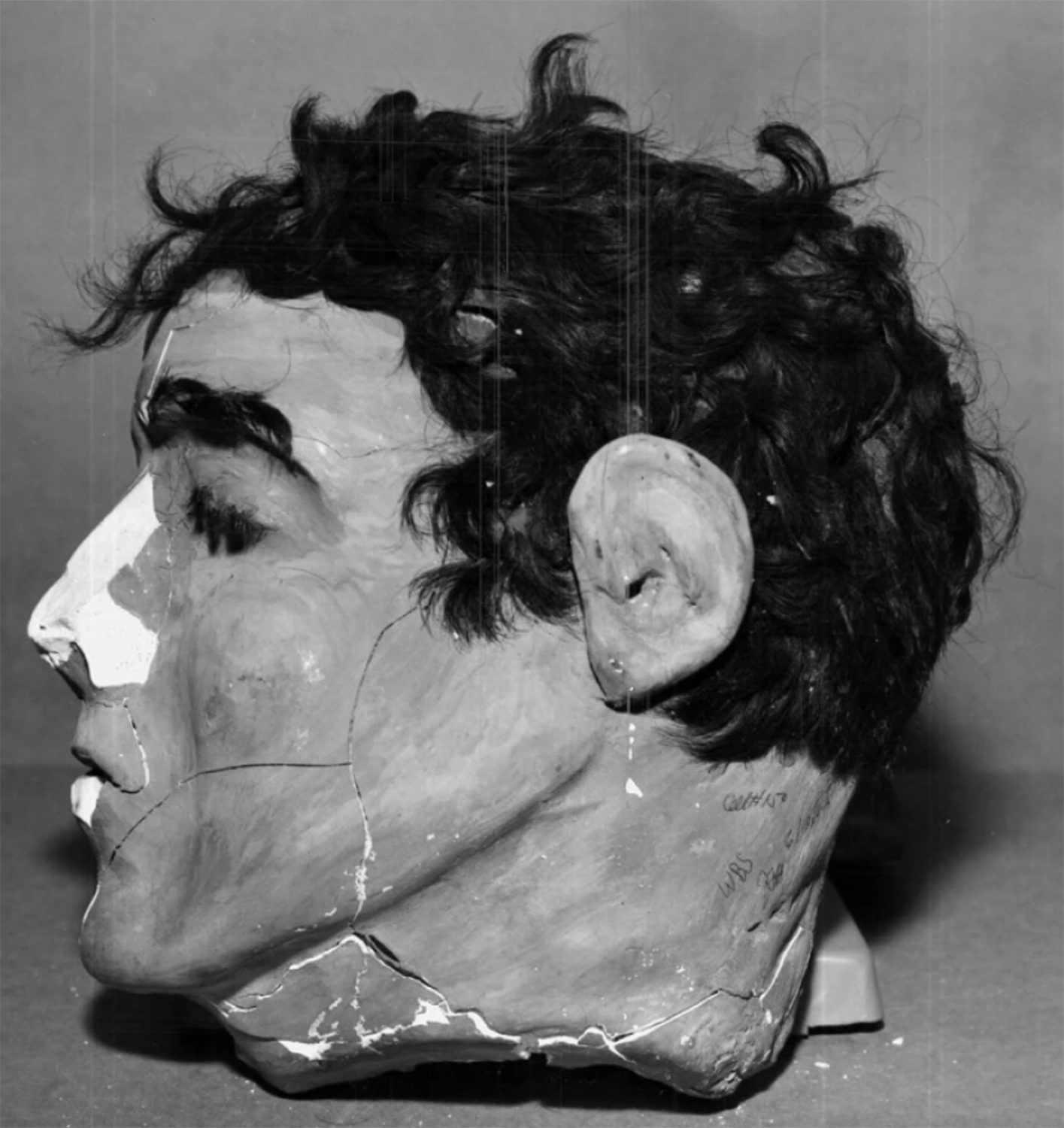
Cabeça fictícia encontrada na cela de Morris. O nariz quebrado resultou quando a cabeça rolou para fora da cama e bateu no chão depois que um guarda chegou através das barras e a empurrou.

Os homens escondiam suas ausências enquanto trabalhavam fora de suas celas - e depois da fuga em si - esculpindo cabeças fictícias feitas de papel machê com uma mistura de sabão, creme dental, pó de concreto e papel higiênico, e dando-lhes uma aparência realista com tinta da oficina de manutenção e cabelo da barbearia. Com toalhas e roupas empilhadas sob os cobertores em seus beliches e as cabeças falsas posicionadas nos travesseiros, elas pareciam estar dormindo.
Na noite de 11 de junho de 1962, com todas as preparações concluídas, os homens iniciaram sua fuga. West usara cimento para esculpir o concreto que se desintegrava em torno de sua abertura de ventilação e este endureceu, estreitando o buraco deixando a a grade presa em seu lugar. No momento em que conseguiu remover a grade e reabrir o buraco o suficiente, os outros saíram sem ele; ele saiu para o telhado, depois voltou para sua cela ao amanhecer e foi dormir. West depois cooperou totalmente com os investigadores, dando-lhes uma descrição detalhada do plano de fuga, e como resultado não foi punido por seu papel na fuga.

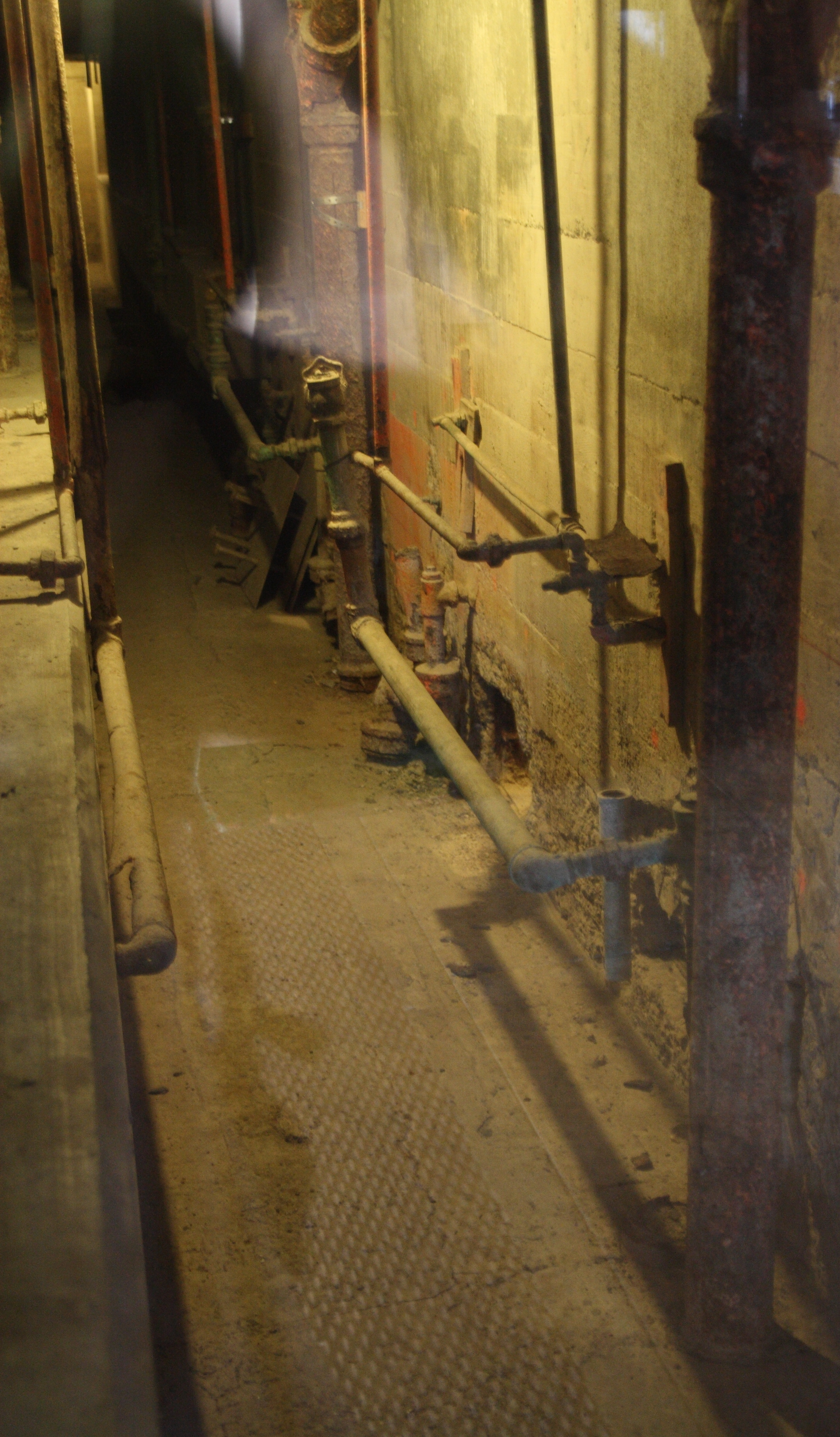
Corredor de serviços sem proteção atrás das celas dos fugitivos

Do corredor de serviço, Morris e os Anglins subiram o poço de ventilação até o telhado. Os guardas ouviram um estrondo quando saíram do poço, mas como nada mais foi ouvido, a fonte do ruído não foi investigada. Transportando seus equipamentos com eles, desceram 15 metros até o chão, deslizando por um cano de ventilação da cozinha, e então escalaram duas cercas de perímetro de arame farpado de 3,7 metros. Na costa nordeste, perto da usina de energia - um ponto cego dos holofotes da prisão e das torres dos guardas - eles inflaram sua balsa com a sanfona. Por volta de 22h00, estimam os investigadores, eles embarcaram na balsa, a lançaram e partiram em direção à Angel Island, duas milhas ao norte.

## Investigação

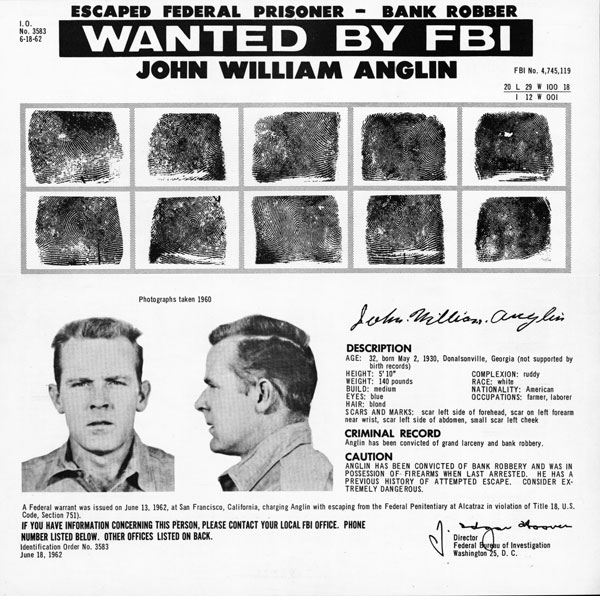
Cartaz de procurado de John Anglin

A fuga não foi descoberta até a manhã de 12 de junho de 1962, devido à incrível semelhança dos bonecos que estavam nas camas dos prisioneiros. Uma extensa busca aérea, marítima e terrestre envolvendo várias forças militares e policiais foi conduzida nos 10 dias seguintes. Em 14 de junho, um navio da Guarda Costeira recolheu um remo flutuando por volta de 180 metros da costa sul da Angel Island. No mesmo dia, no mesmo local, trabalhadores de outro barco encontraram uma carteira embrulhada em plástico contendo nomes, endereços e fotos dos amigos e parentes dos Anglins. Em 21 de junho, pedaços de material de capa de chuva, que se acredita serem remanescentes da jangada, foram encontrados em uma praia não muito longe da Ponte Golden Gate. No dia seguinte, um barco de prisão pegou um colete salva-vidas esvaziado, feito do mesmo material, a 46 metros da Ilha de Alcatraz. Nenhuma outra evidência física do destino dos homens foi encontrada.
Autoridades do FBI estavam certos que os homens tinham se afogado. No entanto, quando as autoridades procuraram os corpos, nenhum foi encontrado. Patrick Mahoney, que dirigia a embarcação que viajava entre Alcatraz e o continente, tinha dúvidas de que os homens morreram, dizendo "Eu achei que eles não conseguiram, mas pensei que iríamos encontrar um corpo. Nós não encontramos um corpo". Como disse o vice-delegado Michael Dyke, os corpos de duas em cada três pessoas que desaparecem na baía de São Francisco são recuperados. Durante a investigação, Robert Checchi, um policial de São Francisco, disse que à 1 da manhã de 12 de junho, ele viu um barco ilegal na baía perto de Alcatraz. Poucos minutos depois, o barco partiu se dirigindo à Ponte Golden Gate. Isso levou à especulação de que os prisioneiros tinham pessoas de fora para buscá-los de barco. Durante a investigação, o FBI descartou o relato de Checchi.
De acordo com relatos do FBI, em 17 de julho de 1962, um mês após a fuga, um navio norueguês, o SS Norefjell, detectou um corpo flutuando no oceano à 28 kms. da Ponte Golden Gate. O navio não recuperou o corpo e não relatou o avistamento até outubro. O legista do Condado de São Francisco, Henry Turkel, lançou dúvidas sobre especulações de que poderia ter sido um dos fugitivos, enfatizando a improbabilidade de um corpo ainda estar flutuando na superfície do oceano depois de mais de um mês; em vez disso, Turkel propôs que o cadáver fosse o de Cecil Phillip Herrman, um padeiro desempregado de 34 anos que havia cometido suicídio pulando da Ponte Golden Gate cinco dias antes. Vários médicos legistas de condados vizinhos desafiaram a opinião de Turkel, afirmando que era possível que os restos tivessem pertencido a um dos fugitivos. Ossos humanos foram localizados oito meses após a fuga, tendo sido arrastados para a costa ao norte da Ponte Golden Gate em Point Reyes, perto do local onde o navio norueguês havia avistado um corpo.
Os ossos foram recuperados e enterrados sob o nome "John Bones Doe". Na época, um relatório de patologia sobre os ossos indicava que eles pertenciam a um homem da idade e da altura de Morris, mas eram inconclusivos. Testes de DNA mais tarde provariam que os restos mortais não pertenciam a nenhum dos fugitivos.
Os investigadores do FBI concluíram que, embora fosse teoricamente possível que os prisioneiros tivessem alcançado Angel Island, a temperatura da água gelada e as fortes correntes dentro da baía tornariam improvável. De acordo com West, os homens tinham planejado roubar roupas e um carro quando chegassem à terra, mas de acordo com o relatório final do FBI, nenhum roubo de carros ou roupas foi relatado naquela área após a fuga.

## Consequências
West foi o único detento a não participar da fuga em si; foi deixado para trás quando uma grade de ventilação presa inicialmente impediu que ele saísse de sua cela. Ele cooperou totalmente com a investigação de fuga e não foi penalizado por seu papel na tentativa.
West foi transferido para McNeil Island em Washington, quando Alcatraz foi desativada em 1963, e posteriormente, de volta para a Penitenciária de Atlanta. Após cumprir sua sentença, seguida por duas sentenças adicionais na Geórgia e Flórida, foi solto em 1967, sendo preso novamente na Flórida no ano seguinte acusado de roubo. Na Prisão Estadual da Flórida, ele esfaqueou e matou outro prisioneiro em outubro de 1972, em um incidente motivado por racismo. Ele estava cumprindo múltiplas sentenças, incluindo prisão perpétua sobre a condenação por homicídio, quando morreu de peritonite aguda em 1978.
Em 16 de dezembro de 1962, o interno John Paul Scott, nadou com sucesso uma distância de 5 km. da ilha até Fort Point, no extremo sul da ponte Golden Gate. Ele foi encontrado por adolescentes, sofrendo de hipotermia e exaustão. Após se recuperar no Lettermant Army Hospital, foi imediatamente levado de volta à Alcatraz. É o único caso comprovado de um preso de Alcatraz chegando à costa nadando. A fuga de Scott, realizada em condições um pouco mais desfavoráveis do que Morris e os Anglins enfrentaram, e usando um meio de flutuação que era muito inferior à jangada construída por Morris e os Anglins (Scott fez flutuadores de luvas de borracha roubadas que ele inflou) deixou dúvidas de que Morris e os Anglins provavelmente se afogaram. Hoje, multidões de atletas nadam na mesma rota de Alcatraz-Fort Point como parte de um dos dois eventos de triatlo chamados Escape from Alcatraz.
Como a penitenciária custava muito mais para operar do que outras prisões (quase $10 por prisioneiro por dia, em oposição a $3 por prisioneiro por dia em Atlanta), e como a umidade do solo causada pela saturação da água salgada começava a erodir os prédios, o então Procurador-Geral dos Estados Unidos, Robert F. Kennedy, ordenou que a penitenciária fosse fechada em 21 de março de 1963.
O FBI encerrou o caso em 31 de dezembro de 1979, após uma investigação de 17 anos. A conclusão oficial foi de que os prisioneiros provavelmente se afogaram nas águas frias da baía enquanto tentavam chegar à Ilha Angel, sendo improvável que tivessem percorrido 2 kms de distância até a terra, devido às fortes correntes oceânicas e às temperaturas frias da água do mar, que ficam entre 10 e 12 graus Celsius. Eles acreditam que os restos da jangada e a carteira embrulhada em plástico contendo os pertences pessoais dos Anglins eram indicativos de que a balsa havia se partido e afundado depois de ser lançada de Alcatraz, e que os três condenados tentaram nadar antes de sucumbir à hipotermia, e seus corpos foram arrastados para o mar pela forte corrente na Baía de São Francisco.
A investigação continua aberta. Como o delegado Michael Dyke disse à NPR em 2009: "Existe um mandado em aberto e os delegados não desistem de procurar pelas pessoas". Dyke também apontou que os corpos de duas em cada três pessoas que desaparecem na baía de São Francisco são eventualmente recuperados.

## Avistamentos relatados
Desde a fuga, tem havido muitos avistamentos relatados dos três homens ao longo dos anos, bem como pistas de seu paradeiro. Alguns desses avistamentos foram relevados, mas outros foram levados a sério.
Um dia depois da fuga, um homem que alegava ser John Anglin ligou para uma advogada, Eugenia MacGowan, em São Francisco para marcar uma reunião com o escritório dos delegados, quando MacGowan recusou, o interlocutor encerrou a ligação. O FBI rejeitou a ligação como sendo uma brincadeira.
Em janeiro de 1965, o FBI investigou um boato de que Clarence Anglin estava morando no Brasil. Considerou-se tão significativo que os agentes foram enviados para a América do Sul para encontrá-lo.
Um informante ligou para o FBI em 1967, alegando ter estudado com Morris e tê-lo conhecido por 30 anos. Disse que se deparou com ele em Maryland e descreveu-o como usando "uma pequena barba e bigode", mas se recusou a dar mais detalhes.
Familiares dos irmãos Anglin ocasionalmente recebiam muitos cartões postais e mensagens não assinados ao longo dos anos. Certa vez um cartão veio assinado "Jerry" e outro "Jerry e Joe". A família também recebeu um cartão de Natal, supostamente recebido na caixa de correio da família em 1962, dizendo: "Para a mamãe, de John. Feliz Natal". Outro dos 11 irmãos dos Anglins, Robert, também disse que às vezes o telefone tocava e tudo que podia ser ouvido era a respiração do outro lado.; Robert disse: "Eu suponho que tudo possa ter sido brincadeiras, mas talvez fosse meus irmãos". A mãe dos irmãos Anglin recebeu flores anonimamente todo Dia das Mães até a sua morte, e duas mulheres pouco comuns e muito altas com maquiagem pesada foram relatadas como tendo comparecido ao seu funeral antes de desaparecerem. Autoridades federais dizem que em meados da década de 1960 e na década de 1970 houve "seis ou sete" avistamentos dos irmãos Anglin, todos no norte da Flórida ou na Geórgia. Robert também disse que em 1989, quando o pai dos irmãos Anglin morreu, dois estranhos com barba apareceram no funeral doméstico. De acordo com Robert: "Eles ficaram na frente do caixão olhando para o corpo por alguns minutos ⁠— eles .⁠.⁠. choraram ⁠— então saíram" diz Anglin.
Em 1989, uma mulher que se identificava apenas como "Cathy" ligou para o programa Unsolved Mysteries para relatar que ela reconheceu uma foto de Clarence Anglin, como um homem que vivia em uma fazenda perto de Marianna, Flórida. Os irmãos também foram ligados àquela área por uma mulher, que reconheceu uma foto de Clarence Anglin e disse que ele morava perto de Marianna. Ela identificou corretamente a cor dos olhos, a altura e outras características físicas. Outra testemunha identificou um esboço de Frank Morris, dizendo que ele tinha uma notável semelhança com um homem que ela havia visto na área.
No começo dos anos 2000, de acordo com o autor Frank M. Ahearn, do jornal The New York Times, os delegados receberam uma pista que dizia que um dos irmãos Anglin estava no Brasil. Os delegados foram até o Brasil e conseguiram a confirmação de um dono de bar local que um dos irmãos esteve lá.
O delegado Michael Dyke disse à NPR em 2009 que ainda recebia pistas regularmente.

## Outras alegações
A fuga foi investigada por Robert Stack em 1989 em um segmento do programa Unsolved Mysteries. Duas teorias foram testadas, uma com um triatleta nadando de Alcatraz para o continente e outra com três caiaquistas experientes remando na mesma rota em uma réplica da balsa improvisada usada pelos Anglins e Morris. Enquanto os caiaquistas falharam pois a jangada era segura e tiveram que ser resgatados por um barco a motor que acompanhava seu progresso, o nadador conseguiu chegar à costa. O programa concluiu que as chances eram de que os três fugitivos sobrevivessem
Em 1993, um ex-preso de Alcatraz chamado Thomas Kent disse ao programa de televisão America's Most Wanted que ele havia ajudado a planejar a fuga, e alegou ter fornecido "novas pistas significativas" aos investigadores. Ele disse que a namorada de Clarence Anglin havia concordado em encontrar os homens em terra e levá-los ao México. Se recusou a participar da fuga, disse ele, porque não sabia nadar. As autoridades estavam céticas em relação ao relato de Kent, pois este havia recebido US$ 2 000 pela entrevista.
Evidências modernas experimentais e simuladas por computador sugeriram que o resultado final da tentativa pode ter dependido do momento exato da partida dos homens a bordo da jangada, se eles estavam sentados na balsa, usando seus remos ou parcialmente submersos na água, agarrando-se à jangada e usando as pernas como força propulsora.
O episódio de 2003 de MythBusters no  Discovery Channel testou a viabilidade de uma fuga da ilha a bordo de uma jangada construída com os mesmos materiais e ferramentas disponíveis para os presos, e determinou que era possível. Ao contrário do destino pretendido dos prisioneiros depois de escaparem de Alcatraz, sendo Angel Island, os MythBusters teorizaram que os fugitivos usavam as marés para ir a um local diferente. A jangada improvisada trabalhada e tripulada pela equipe dos MythBusters conseguiu atravessar a baía e chegar ao Marin Headlands. Uma parte das filmagens dos testes em escala, cortada na edição original mas mais tarde mostrada no episódio especial de 2005 "MythBusters Outtakes" também mostram que os detritos encontrados na baía posteriormente poderiam ter sido deixados pelos prisioneiros e flutuados até onde eles foram encontrados através do uso estratégico das marés da baía, jogando as autoridades para longe de sua trilha. Os MythBusters exploraram a ideia de que o remo que foi encontrado, flutuou de volta para a baía na direção de Angel Island depois que os prisioneiros chegaram às Marin Headlands como uma maneira de jogar o FBI para longe dos rastros dos fugitivos. Usando um modelo em escala da área da Baía de São Francisco, a maré poderia ter levado o remo na direção de Angel Island, se fosse solto das Marin Headlands.
Quando o caso foi transferido do FBI para os delegados federais, todos os arquivos foram examinados em detalhes em um programa de 2011 no National Geographic Channel com o título de Vanished from Alcatraz. Michael Dyke, o delegado, descobriu que nos registros oficiais liberados recentemente, foi relatado que, ao contrário do relatório oficial do FBI de que a jangada nunca foi recuperada, uma jangada foi descoberta na Ilha Angel em 12 de junho de 1962, um dia depois da fuga, junto com pegadas partindo da jangada. Além disso, os relatórios também afirmaram que, ao contrário do relatório oficial do FBI de nenhum roubo de carro sendo relatado, um carro, um Chevrolet azul de 1955, havia sido roubado nas proximidades na noite da fuga. Também foi relatado que às 11h30, em 12 de junho, um motorista em Stockton, Califórnia (128 km a leste de São Francisco) relatou à Patrulha Rodoviária da Califórnia, que ele havia sido forçado a sair da estrada por três homens em uma Chevrolet azul. Essa descoberta gerou especulações de que as autoridades sabiam da evidência sugerindo que o trio havia sobrevivido, e que acobertaram as evidências, assim como as declarações de que os homens se afogaram, não apenas para salvar a reputação de Alcatraz como uma prisão "à prova de fuga" mas esperando que os fugitivos relaxassem e se tornassem alvos mais fáceis de encontrar.  Durante o programa Vanished from Alcatraz, o delegado Dyke exumou os restos mortais de "John Bones Doe", e o DNA dos ossos foi comparado com a amostra de DNA de um dos parentes paternos de Morris. O DNA não combinava e os ossos não eram de Morris.
Naquele mesmo ano, um homem de 89 anos chamado Bud Morris, que disse ser primo de Frank Morris, afirmou que em "oito ou nove" ocasiões antes da fuga ele entregou envelopes de dinheiro para os guardas de Alcatraz, presumivelmente como subornos. Ele alegou ainda ter encontrado seu primo cara a cara em um parque de San Diego pouco depois da fuga. Sua filha, que tinha "oito ou nove anos" na época, disse que estava presente no encontro com o "amigo do pai, Frank", mas "não tinha ideia [sobre a fuga]".
Em 2012, o 50º aniversário da tentativa de fuga, Michael Dyke, o vice-delegado federal, admitiu que "ainda recebe pistas de vez em quando em relação ao caso e ainda há mandados ativos". Naquele mesmo ano, parentes dos irmãos Anglin tornaram pública sua crença de que outro dos irmãos Anglins, Alfred, que foi eletrocutado enquanto tentava fugir da Prisão Kilby em Montgomery, Alabama, em 1964, foi espancado até a morte por guardas porque ele não quis colaborar  com os investigadores a localizar seus irmãos.
Um estudo de 2014 sobre as correntes oceânicas feito por cientistas da Universidade Técnica de Delft e o instituto de pesquisas Deltares indicou que se os prisioneiros deixassem Alcatraz às 23h30 do dia 11 de junho, eles poderiam ter chegado a Horseshoe Bay, ao norte da Ponte Golden Gate, e que qualquer detrito que fosse lançado na baía teria flutuado na direção de Angel Island, o que consiste com o local onde o remo e os pertences dos prisioneiros foram encontrados.
Um documentário de 2015 do History Channel apresentou mais evidências circunstanciais reunidas ao longo dos anos pela família Anglin. Cartões de Natal contendo a caligrafia dos Anglins, e supostamente recebidos por membros da família por três anos após a fuga, foram exibidos. Enquanto a caligrafia foi verificada como sendo dos Anglins, nenhum dos envelopes continha um carimbo dos correios, de modo que os especialistas não puderam determinar quando foram entregues. A família citou uma história do amigo da família Fred Brizzi, que cresceu com os irmãos e alegou tê-los reconhecido no Rio de Janeiro, Brasil em 1975. Eles mostraram fotografias tiradas, disseram, por Brizzi (que morreu em 1993), incluindo uma mostrando dois homens parecidos com John e Clarence Anglin e a fazenda perto do Rio, onde supostamente viviam. especialistas forenses contratados pelo History Channel confirmaram que as fotos foram tiradas em 1975, e afirmaram que os dois homens eram "mais do que prováveis" serem os Anglins. O documentário também apresentou uma teoria alternativa de fuga, envolvendo o uso de um cabo elétrico - que havia sumido da doca da prisão na noite da fuga - como uma linha de reboque ligada a uma balsa de passageiros que partiu da ilha pouco depois da meia-noite. Durante o documentário, a família deu permissão para que o corpo de Alfred Anglin fosse desenterrado do cemitério da família em Ruskin, na Flórida. Um legista não encontrou nenhum trauma significativo em Alfred, confirmando que sua causa de morte foi provavelmente uma eletrocussão, mas levou a um avanço no caso dos fugitivos. O DNA de Alfred foi comparado com uma amostra de "John Bones Doe"; não houve correspondência e os ossos não pertenciam a nenhum dos   irmãos Anglin.
Art Roderick, um delegado federal aposentado trabalhando com a família Anglin, chamou a fotografia de Brizzi do dois homens "absolutamente a melhor prova que obtivemos", mas acrescentou, "tudo isso ainda poderia ser uma boa história que não seja verdade"; ou a fotografia poderia ser uma má orientação, destinada a desviar a investigação do paradeiro real dos Anglins. Michael Dyke, o delegado encarregado do caso, disse que Brizzi era "um traficante e golpista", e suspeitava de seu relato. Um especialista que trabalha para os delegados federais americanos comparou as medidas das  características físicas das fotografias com as fotos de detenções dos irmãos Anglin, e se acreditou que é mais provável que seja uma foto de John e Clarence Anglin.; embora a idade e a condição da foto, e o fato de os dois homens estarem usando óculos de sol, tenham dificultado os esforços para uma determinação definitiva.
Outra evidência circunstancial incluiu a confissão do leito de morte de Robert Anglin, que teria dito a familiares em 2010 que ele tinha estado em contato com John e Clarence de 1963 até aproximadamente 1987. Os familiares sobreviventes, que disseram não ter ouvido nada desde que Robert perdeu contato com os irmãos em 1987, anunciaram planos de viajar ao Brasil para realizar uma busca pessoal; mas Roderick alertou que eles poderiam ser presos pelas autoridades brasileiras, porque a fuga de Alcatraz continua sendo um caso em aberto da Interpol.
Em um episódio de 2016 da série da TV PBS, Secrets of the Dead, três cientistas holandeses usando dados de fluxos  de marés tentaram recriar a tentativa. Criando réplicas artesanais da jangada e remos, eles tentaram seguir pela Horseshoe Bay, que consideravam um local de chegada mais realista. Apesar da jangada criada não ser a adequada e terem que ser resgatados por uma lancha que seguia o trajeto eles chegaram bem próximos do destino, então concluíram que a fuga era possível.
Em 2018, o FBI confirmou que a existência de uma carta, supostamente escrita por um dos fugitivos, John Anglin, forçou-os a reabrir a investigação do caso. O autor da carta, recebida pelo San Francisco Police Department em 2013, afirma que Frank Morris morreu em 2008 e Clarence Anglin morreu em  2011. Disse ainda que tinha câncer e queria fazer um acordo com o FBI - oferecendo ser preso novamente por um ano em troca de assistência médica. Quando analisado como sendo uma ligação com Anglin, foi considerado inconclusivo.
O escritório dos delegados federais ainda está investigando o caso, que permanecerá aberto para todos os três fugitivos até o 100º aniversário de cada um deles.

## Na cultura popular
O livro de J. Campbell Bruce de 1963 Escape from Alcatraz documenta a fuga de 1962, juntamente com outras tentativas de fuga durantes os 29 anos em que a Ilha de Alcatraz serviu como prisão.
O filme Alcatraz - Fuga Impossível de 1979 estrelado por Clint Eastwood, Fred Ward e Jack Thibeau como Morris, John Anglin e Clarence Anglin, respectivamente. West (com o nome fictício de Charley Butts) foi caracterizado pelo ator Larry Hankin.
A fuga foi mostrada em duas partes no filme para TV de 1980 da Telepictures Corporation (agora operada pela Warner Bros.): Alcatraz: The Whole Shocking Story, estrelado por Ed Lauter como Morris e Louis Giambalvo e Antony Ponzini como os irmãos Anglins.
Terror on Alcatraz (1987) estrelando Aldo Ray como Morris, retorna décadas depois para a cena de sua fuga de Alcatraz, vasculha sua antiga cela de prisão atrás de um mapa com uma chave de cofre.